# Ambunguipes rufocincta
Ambunguipes rufocincta is een eenoogkreeftjessoort uit de familie van de Hamondiidae. De wetenschappelijke naam van de soort is voor het eerst geldig gepubliceerd in 1880 door Brady.